# Orthonama corteza
Orthonama corteza là một loài bướm đêm trong họ Geometridae.